# Sfatul Țării

Flagge des Sfatul Țării

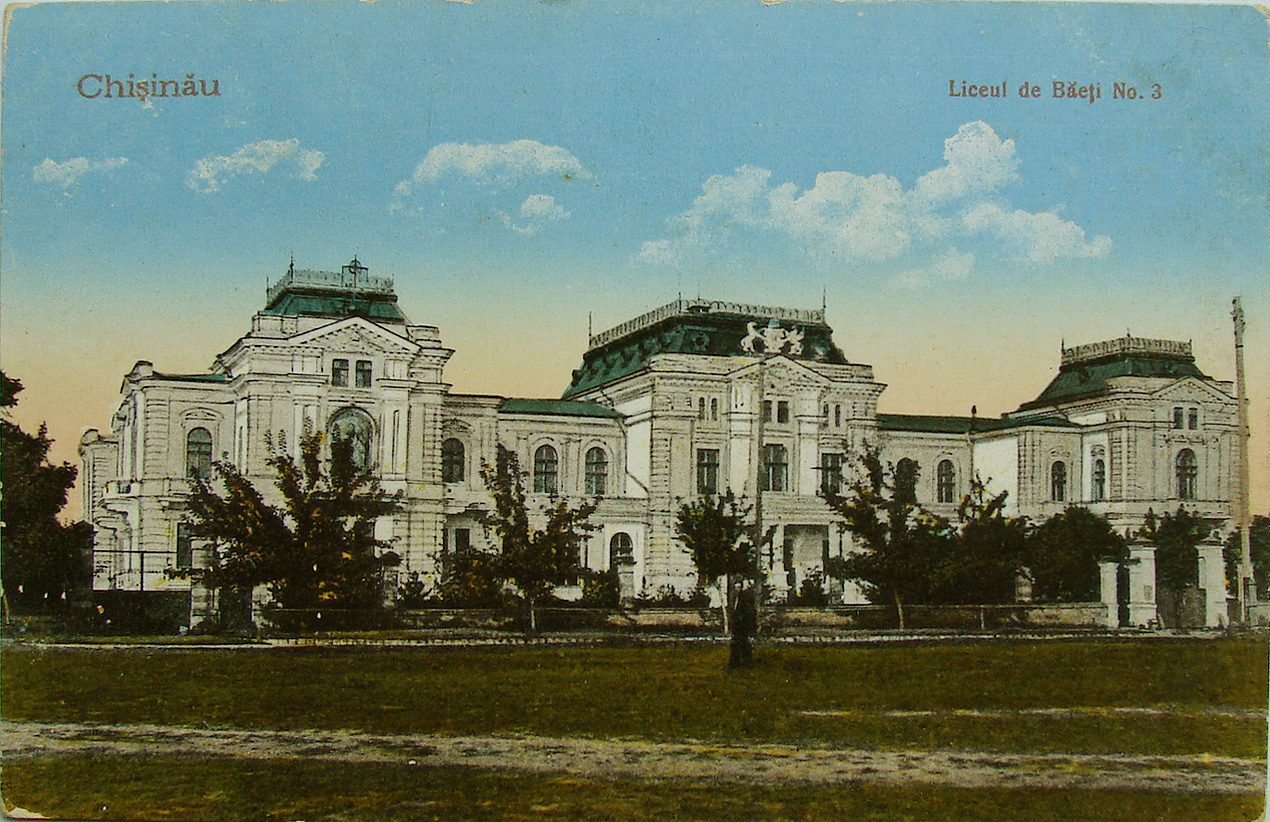
Sfatul Țării-Palast in Kischinew, Tagungsort des Gremiums

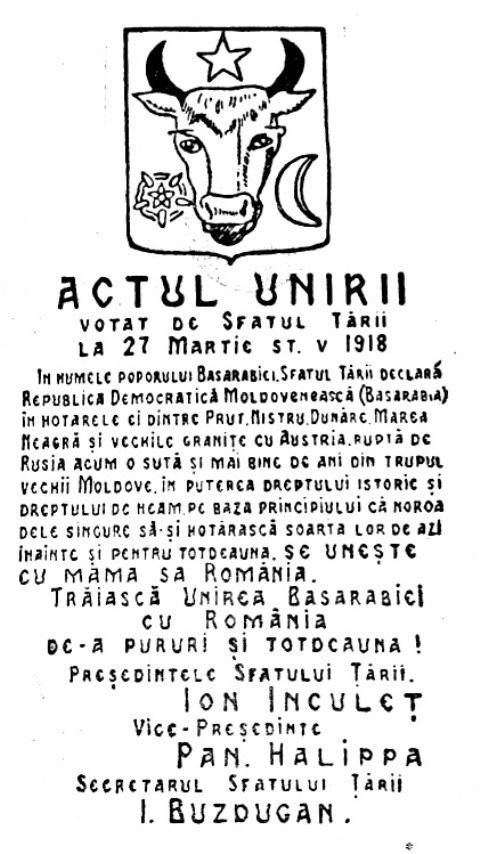
Die Proklamation des Sfatul Țării vom März 1918 über den Anschluss von Bessarabien an Rumänien

Der Sfatul Țării (deutsch Landesrat) war eine am 2. November 1917 gebildete Nationalversammlung in Bessarabien. Das Gremium bestimmte das weitere Schicksal des ehemals russischen Gouvernements Bessarabien, nachdem das Zarenhaus der Romanow-Dynsatie in der Februarrevolution von 1917 gestürzt worden war.
Etwa 1000 Delegierte aus Bessarabien wählten die Versammlung bei einem Kongress in der bessarabischen Hauptstadt Kischinew. Der Großteil der Mitglieder war rumänischer Volkszugehörigkeit, jedoch waren auch Angehörige der anderen damals in Bessarabien beheimateten Ethnien vertreten. Für die damalige Zeit alles andere als selbstverständlich war, dass dem Gremium auch zwei Frauen angehörten, darunter Nadejda Grinfeld. Präsident der Nationalversammlung war Ion Inculeț (russisch Iwan Konstantinowitsch Inkulez), der bis dahin an der Universität in Sankt Petersburg Naturwissenschaften lehrte und dort aktiv an den revolutionären Ereignissen beteiligt war. Zentrale Aufgabe des Sfatul Tarii war es, über den künftigen territorialen Status Bessarabiens zu entscheiden. Am 15. Dezember 1917 verkündete der Landesrat, dass Bessarabien fortan als Moldauische Demokratische Republik autonomer Teil Russlands sein sollte. Am 5. Januar 1918  besetzten Bolschewiki Kischinew, woraufhin die Nationalversammlung das Königreich Rumänien um militärischen Beistand bat. Die am 16. Januar 1918 einmarschierten rumänischen Truppen stellten innerhalb von drei Tagen die Ordnung im Lande wieder her.
Am 24. Januar 1918 erklärte sich Bessarabien zunächst als Moldauische Demokratische Republik unabhängig, um im März 1918 bei großer Begeisterung der Bevölkerung den Anschluss an Rumänien mit folgendem Wortlaut zu proklamieren:
Die Demokratische Moldauische Republik (Bessarabien) zwischen Pruth, Dnjestr, Donau, Schwarzen Meer und den alten Grenzen gegen Österreich gelegen und vor hunderte und mehr Jahre durch Russland vom Körper der alten Moldau losgerissen, vereinigt sich heute und für immer, gestützt auf geschichtliches Recht und das Recht der Stammeszugehörigkeit und gemäß dem Grundsatze des Selbstbestimmungsrechts der Völker, mit ihrem Mutterlande Rumänien. Es lebe die Vereinigung Bessarabiens mit Rumänien für Zeit und Ewigkeit.
Am 27. November 1918 wurde die Vereinigung mit Rumänien vollzogen und der Sfatul Țării löste sich auf.

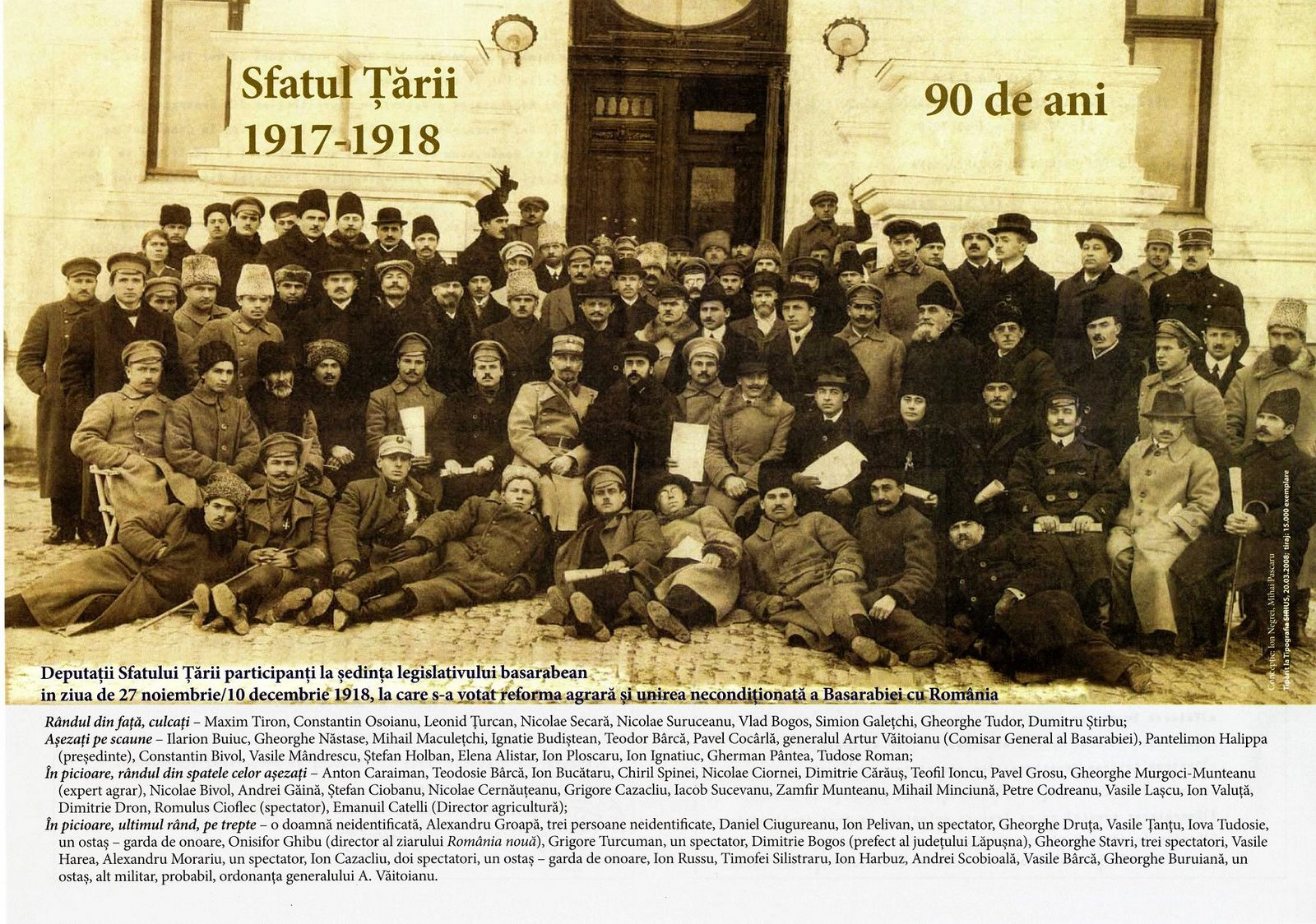
Die Mitglieder des Sfatul Țării
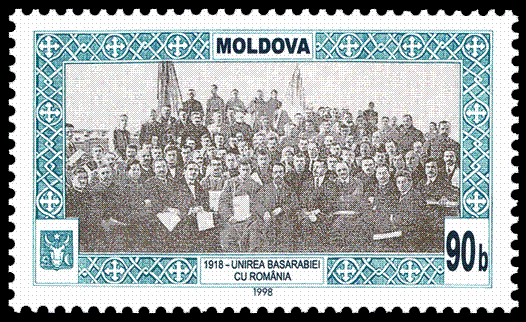
Rumänische Briefmarke von 1998 mit den Mitgliedern